# Natal (Brasilien)
Natal, amtlich Município do Natal (deutsch Weihnachten), ist die Hauptstadt des Bundesstaats Rio Grande do Norte im Nordosten von Brasilien. Die Großstadt hatte geschätzt zum 1. Juli 2021 896.708 Einwohner. Der Ballungsraum Metropolregion Natal hat über 1,58 Millionen Bewohner.

## Geographie
Natal liegt an der Mündung des Flusses Rio Potengi („Rio Grande“) in der Nähe der Esquina Brasileira (Nordostkap Brasiliens und Südamerikas). Die Stadt liegt 550 km südöstlich von Fortaleza, 180 km nördlich von João Pessoa und 290 km nördlich von Recife. Das Gemeindegebiet umfasste 2012 eine Fläche von 167,273 km², 2018 wird die Fläche mit 167,401 km² angegeben. Die Entfernung zur Hauptstadt Brasília beträgt 2227 km.

### Klima

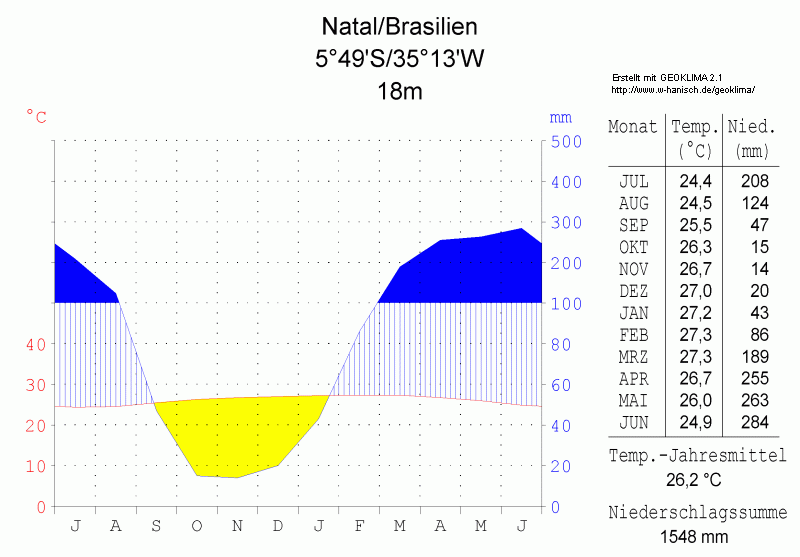
Klimadiagramm

Das Klima ist tropisch mit einer mittleren Jahrestemperatur von 26 °C. Über das Jahr unterscheiden sich die Werte kaum, lediglich im Juni bis August liegt die Durchschnittstemperatur bei knapp unter 25 °C. Die am Tage erreichten Höchst- und in der Nacht erreichten Tiefstwerte liegen eng beieinander, die Differenz beträgt im Jahresmittel nur etwa 6 °C. Mittlere monatliche Niederschläge von etwa 100 bis 200 mm fallen in den Monaten Januar bis Juli, von August bis Dezember fällt nur wenig Regen. Ein ständiger leichter Wind vom Atlantik macht das Klima angenehm.

## Geschichte

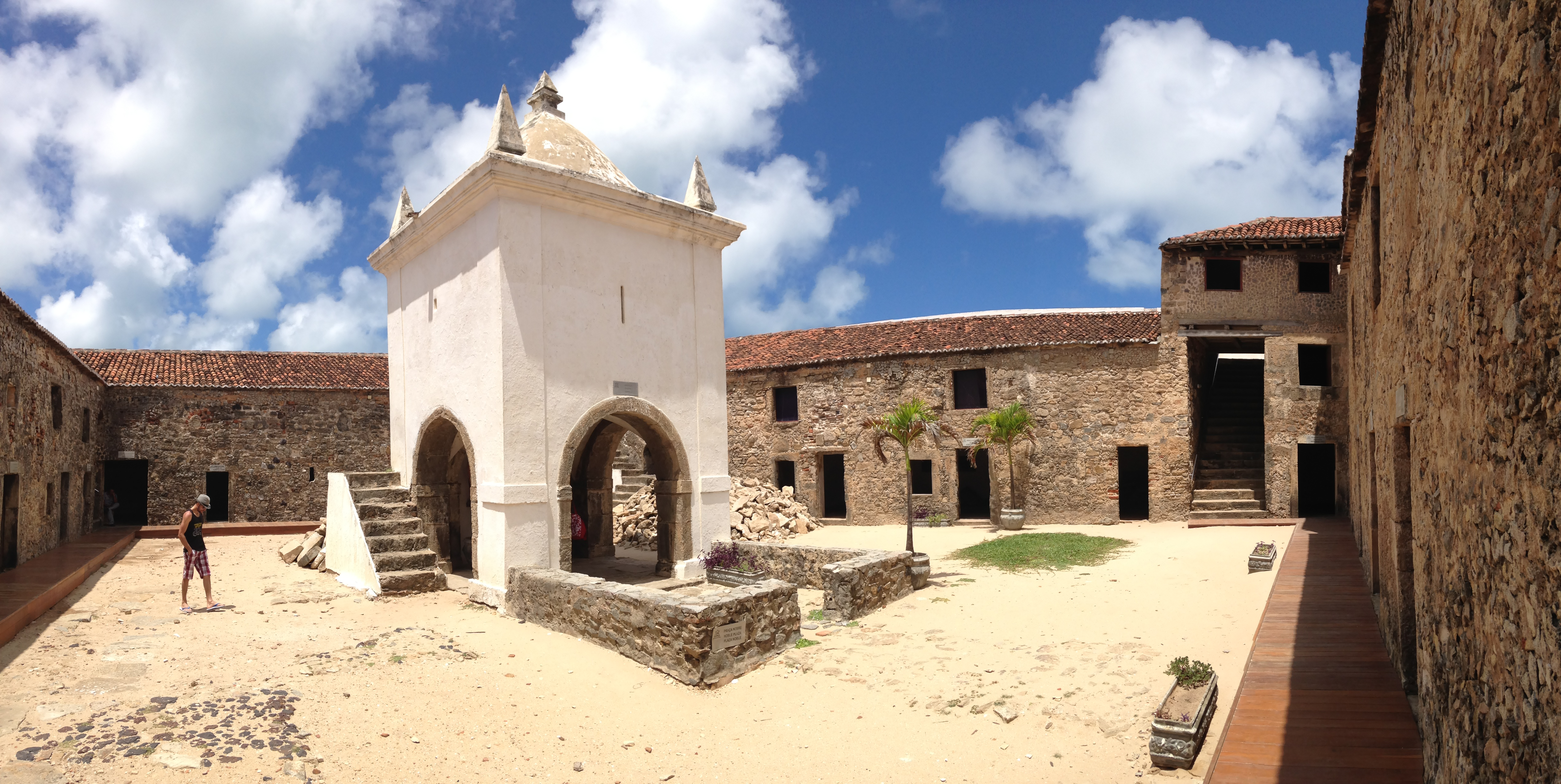
Dreikönigs-Fort von Natal, errichtet im Jahre 1598

Französische Piraten unter Jacques Riffault trieben Handel mit dem Tupi-Volk der Potiguar im Gebiet von Natal. 1597 befahl der Gouverneur Francisco de Sousa die Vertreibung der Seeräuber. Erfolgreich durchgeführt wurde dieses Unternehmen von Manuel de Mascarenhas Homem und Jerônimo de Albuquerque Maranhão, der am 6. Januar 1598 mit dem Bau des Forte dos Reis Magos begann.
Gegründet wurde die Stadt von den portugiesischen Kolonialherren am 25. Dezember 1599. Sie wurde um das heute noch existierende holländische Fort Keulen (nl. Keulen ist Köln) erbaut. Laut Robert Southeys History of Brazil (1819) hatte die Stadt während des Niederländisch-Portugiesischen Krieges nur 700 Einwohner, aber ihre Festung galt als die stärkste Brasiliens und war Sitz der Provinzregierung und Hafen der Kapitanei. Während des Bestehens Niederländisch-Brasiliens war das Gebiet um den Rio Potengi im Besitz des Carijo-Häuptlings Camarão, der für die Portugiesen kämpfte. Die Tupinamba-Indianer hingegen waren Verbündete der Franzosen und Holländer, und bekämpften die Portugiesen bis 1654.
Indigener Widerstand gegen die Sklaverei am Ende des 17. und zu Beginn des 18. Jahrhunderts manifestierte sich in der Confederação dos Cariri und wurde erst durch die Bandeirantes niedergeschlagen. Die Stadt wuchs in den ersten Jahren ihres Bestehens sehr langsam. Am Ende des 19. Jahrhunderts hatte Natal jedoch bereits mehr als 16.000 Einwohner. Laut Spix’ und Martius’ Reise in Brasilien (1828) war Natal die unbedeutendste Stadt der Nordküste Brasiliens, von Nachbarn cidade não-ha-tal („Stadt ohnegleichen“) genannt.
Wegen der strategischen Lage von Natal wurde während des Zweiten Weltkriegs im benachbarten Parnamirim ein amerikanischer Luftwaffenstützpunkt gebaut. Unter anderem diente dieser Stützpunkt auch 1942 für die Operation Torch als Zwischenstation der United States Army Air Forces auf dem Weg nach Nordafrika. Später diente er auch bis 2014 als ziviler Flughafen.

## Landespolitik
Als Hauptstadt des Bundesstaats Rio Grande do Norte ist Natal auch Sitz des Gouverneurs, des Landesparlaments (portugiesisch Assembleia Legislativa do Rio Grande do Norte, deutsch Legislativversammlung von Rio Grande do Norte) und der Verwaltung des Bundesstaats.

## Stadtpolitik und Stadtgliederung

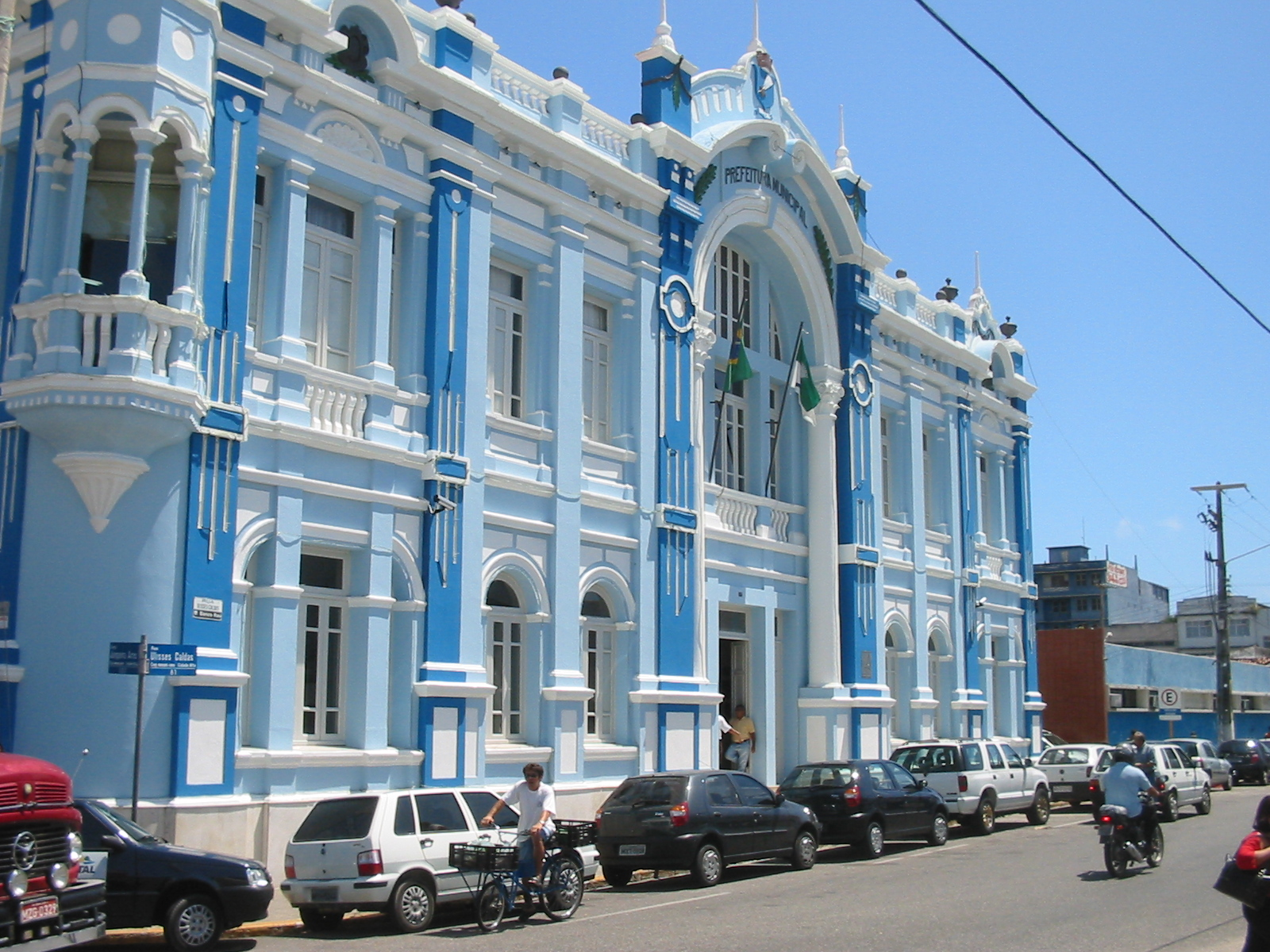
Rathaus von Natal

Die Exekutive in der Stadtpräfektur befindet sich im Palácio Felipe Camarão. Bei den Kommunalwahlen in Brasilien 2016 wurde Carlos Eduardo Alves für die Amtszeit ab 2017 gewählt. Er trat wegen der Kandidatur als Gouverneur des Staates vom Amt des Bürgermeisters zurück, dafür rückte am 6. April 2018 Álvaro Costa Dias von der Partei Movimento Democrático Brasileiro (MDB) für die restliche Amtszeit bis 2020 nach. Bei der Kommunalwahl 2020 wurde Dias mit 56,58 % der gültigen Stimmen wiedergewählt.
Die Legislative liegt bei einem Stadtrat, der Câmara Municipal, aus 30 gewählten Abgeordneten, den vereadores.
Der Ort ist in vier Verwaltungsregionen (portugiesisch Regiões administrativas) eingeteilt, die nach den Himmelsrichtungen benannt sind. Im alltäglichen Sprachgebrauch werden sie auch als Zonen (Zonas) bezeichnet. Die Verwaltungsregionen sind in Stadtteile (Bairros) und diese wiederum in Wohnkomplexe (Conjuntos habitacionais) eingeteilt. Der Parque das Dunas („Park der Dünen“) wird vom Bundesstaat verwaltet und ist keiner Verwaltungsregion zugeteilt.
Das Stadtzentrum befindet sich in der Zona Leste (Osten). Die Zona Oeste (Westen) grenzt als einzige nicht ans Meer.

## Demografie

### Bevölkerungsentwicklung
Im Jahr 2010 wurde die Bevölkerung von dem Instituto Brasileiro de Geografia e Estatística mit 803.739 Einwohnern angegeben. 377.947 Männer und 425.792 Frauen. Für das Jahr 2021 schätzte das IBGE die Bevölkerungszahl auf 896.708 Einwohner. Im Großraum Natal, bestehend aus Ceará-Mirim, Extremoz, Monte Alegre, São Gonçalo do Amarante, Macaíba, Parnamirim, São José de Mipibu, Vera Cruz und Nísia Floresta, leben nach Schätzungen (2018) 1.587.055 Menschen.
Quelle:

### Ethnische Zusammensetzung
Ethnische Gruppen nach der statistischen Einteilung des IBGE (Stand 2000 mit 712.317 Einwohnern, Stand 2010 mit 803.739 Einwohnern):
| Gruppe      | Anteil 2000 | Anteil 2010 | Anmerkung                       |
| ----------- | ----------- | ----------- | ------------------------------- |
| Brancos     | 334.695     | ▲ 356.123   | Weiße, Nachfahren von Europäern |
| Pardos      | 344.591     | ▲ 400.568   | Gemischte Ethnie, Mestizen      |
| Pretos      | 26.004      | ▲ 37.627    | Schwarze                        |
| Amarelos    | 848         | ▲ 8.417     | Asiaten                         |
| Indígenas   | 1.273       | ▼ 1.003     | indigene Bevölkerung            |
| ohne Angabe | 4.906       | –           |                                 |

### Statistik
- Index der menschlichen Entwicklung (HDI): 0,763 (2010)
- Lebenserwartung: 68,78 Jahre (2010)
- Alphabetisierungsrate (der über 10-jährigen): 88,7 % (2000)[12]

## Wirtschaft
Am Anfang lebte die Stadt von Salz, Zuckerrohr und Rindfleisch. Ein Export-Bann der portugiesischen Krone Mitte des 18. Jahrhunderts führte zum Niedergang, der bis zur brasilianischen Unabhängigkeit anhielt. Häufige Dürren taten ein Übriges. Heute sind der Tourismus neben dem Dienstleistungssektor und der industriellen Produktion die wichtigsten Wirtschaftsfaktoren.

## Sehenswertes

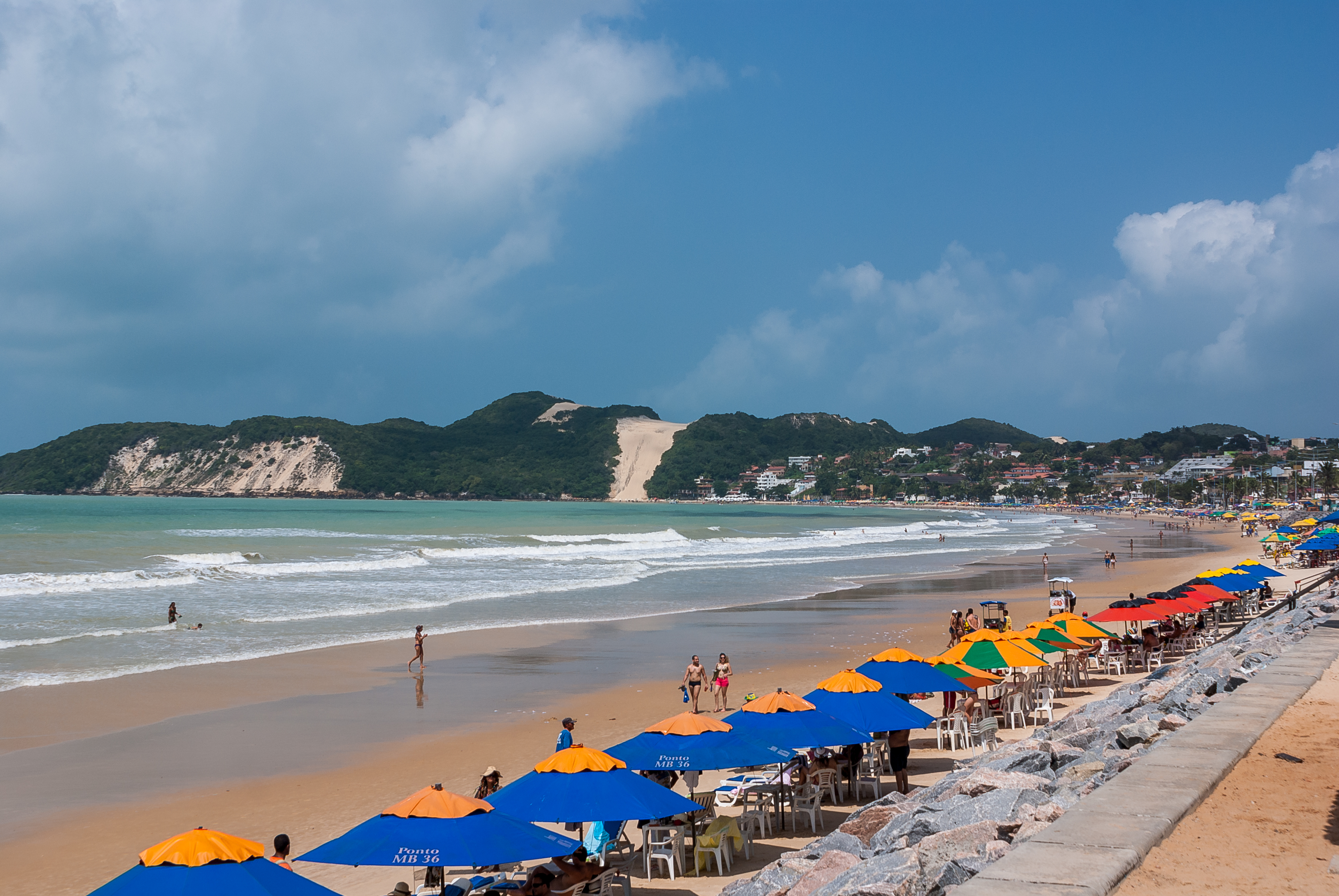
Strand von Ponta Negra mit Morro do Careca

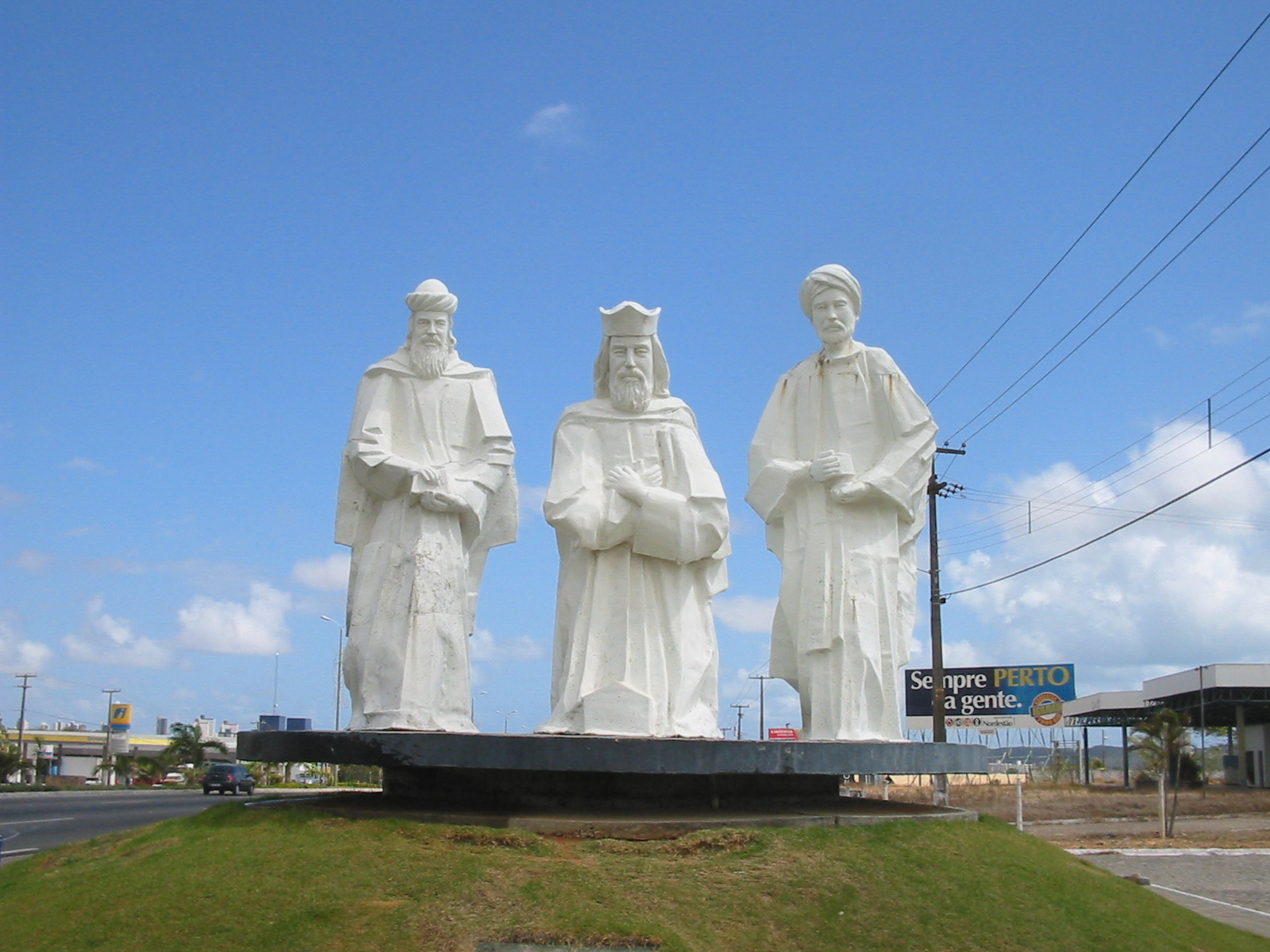
Denkmal Reis Magos

Im historischen Zentrum (Cidade Alta) befindet sich die Mariä-Tempelgang-Kirche Igreja Matriz de Nossa Senhora da Apresentação von 1599, das erste Kirchengebäude der Stadt. Die „Festung der Heiligen Drei Könige“ Forte dos Reis Magos liegt auf einer Landspitze an der Praia do Forte. Im Museu do Mar Onofre Lopes kann man das Meeresleben der Region sehen. Der Stadtstrand Artistas wird von den Bewohnern frequentiert, Touristen finden sich meist am 12 km südlich immer noch im Stadtgebiet gelegenen Strand von Ponta Negra mit der 120 Meter hohen Düne Morro do Careca.
Im Dezember jeden Jahres findet seit 1991 das Fest Carnatal statt.

## Umgebung
Nördlich und südlich gibt es sowohl einsame als auch belebte Strände und Fischerorte. Von Nord nach Süd sind dies São Miguel do Gostoso (erstes portugiesisches Gebäude in Brasilien), Touros (höchster Leuchtturm Brasiliens, 62 m), Genipabu (Dünenlandschaft), Piranji do Norte (Raketenstartplatz, Cajueiro de Pirangi – mit über 8000 m² einer der größten Cashew-Bäume der Welt), Tibau do Sul (Steilküste), Praia da Pipa (sehr belebt) und Baía Formosa (mit Küstenurwald).

## Wissenschaft und Forschung
Die Stadt ist Sitz der Universidade Federal do Rio Grande do Norte (UFRN). Der Hauptcampus befindet sich im Stadtteil Lagoa Nova (Zona Leste). Außerdem befindet sich hier das Instituto Federal de Educação, Ciência e Tecnologia do Rio Grande do Norte (Bundesinstitut für Bildung, Wissenschaft und Technologie, IFRN), eine Außenstelle des Instituto Internacional de Neurociências de Natal, eines Forschungsinstituts für Neurowissenschaften sowie das renommierte International Institute of Physics (IIP).

## Verkehr
Natal ist über die Bundesstraßen BR-101, BR-226, BR-304 und BR-406 an das nationale Fernstraßennetz angeschlossen. Seit 2007 verbindet die Newton-Navarro-Brücke den nördlichen Teil des Bundesstaats Rio Grande do Norte mit der Stadt Natal.

### Flugverkehr
Natal verfügt derzeit über zwei Flughäfen. Der ältere Flughafen Natal-Severo in Parnamirim ist 18 Kilometer vom Stadtzentrum entfernt und war der wichtigste Flughafen des Bundesstaats. Seit 2014 werden alle kommerziellen Flüge vom neuen Flughafen Natal in São Gonçalo do Amarante abgewickelt, der ehemalige Flughafen wird seitdem ausschließlich militärisch genutzt.

### Öffentlicher Nahverkehr
Der öffentliche Nahverkehr stützt sich fast ausschließlich auf Busse. Es bestehen 86 Linienverkehre, die von sechs verschiedenen Unternehmen betrieben werden. Der Fahrpreis wird jedoch einheitlich festgelegt. Neben dem offiziellen Omnibusverkehr gibt es noch 177 durch die STTU konzessionierte kleine Micro-Omnibusse (bis 16 Passagiere), die auf 24 weniger frequentierten Routen fahren.
Zwei Linien der CBTU verbinden die Innenstadt mit Parnamirim und Ceará-Mirim.

## Sicherheit
Mit einer Rate von 102 Tötungsdelikten pro 100.000 Einwohnern war Natal 2017 die gefährlichste Großstadt Brasiliens und die viertgefährlichste Großstadt weltweit.

## Städtepartnerschaften
- Porto Alegre, Brasilien
- Salvador da Bahia, Brasilien
- Bethlehem, Palästinensische Autonomiegebiete[17]
- Rio de Janeiro, Brasilien
- Havanna, Kuba
- Lissabon, Portugal

## Söhne und Töchter der Stadt
- Ernesto de Melo Batista (1907–1973), Seeoffizier
- Alair Vilar Fernandes de Melo (1916–1999), katholischer Geistlicher und Erzbischof von Natal
- Aldo Parisot (1918–2018), Cellist und Musikpädagoge
- Frederico Cunha (* 1950), wegen Mordes verurteilter katholischer Priester
- Francisco Marinho (1952–2014), Fußballspieler
- Oscar Schmidt (* 1958), Basketballspieler
- Ana Maria Leal-Zanchet (* 1966), Zoologin
- Mauricio Medeiros de Assis, Diplomat
- Tadeu Schmidt (* 1974), Journalist und Fernsehmoderator
- Fernanda Tavares (* 1980), Model
- André (* 1985), Fußballspieler
- Natália Bonavides (* 1988), Politikerin und Menschenrechtlerin
- Samara Vieira (* 1991), Handballspielerin